# نبرد بلخ
نبرد بلخ یا نبرد علی‌آباد نبردی بود بین سپاهیان امیر اسماعیل سامانی و عمرو لیث صفاری، در جایگاهی به نام علی‌آباد، در نزدیکی بلخ بر سر فرمانروایی بر ماوراءالنهر. شکست عمرو لیث صفاری از اسماعیل سامانی در نبرد علی‌آباد منجر به این گردید که صفاریان به دست‌نشانده سامانیان تبدیل شدند.

## زمینه‌های نبرد
معتضد خلیفه عباسی در سال ۲۷۹ ه‍.ق پس از عزل رافع بن هرثمه حاکم شورشی خراسان برای سرکوبی رافع عهد و لوای حکومت خراسان را برای عمرو لیث صفاری فرستاد که از مدت‌ها قبل خواهان آن بود، تا هم عمرو لیث را در مرزهای شرقی مشغول نگاه دارد و او را از توجه به غرب بازدارد و هم رافع را که تبدیل به خطری برای خلافت شده بود از سر راه بردارد. چون کار بر رافع سخت شد و به تنهایی از کار عمرو لیث برنمی‌آمد از نصر بن احمد یاری خواست و او هم اسماعیل سامانی را با ۴ هزار سوار به کمک رافع فرستاد. با این حال در سال ۲۸۰ ه‍.ق عمرو لیث به خراسان رفت و نیشابور را با تلاش و تکاپوی بسیار تحت کنترل خود گرفت و رافع پس از شکست خوردن از عمرو لیث به خوارزم گریخت اما در رباط حیره به قتل رسید. بدین ترتیب تمام خراسان زیر لوای صفاریان قرار گرفت و رود جیحون مرز میان دو دولت صفاریان و سامانیان گشت. در این زمان علی بن حسین مرورودی که تحت تعقیب عمرو لیث قرار داشت به امیر اسماعیل سامانی پناه برد و او نیز وی را پناه داد. در نیشابور محمد بن عمرو خوارزمی قاتل رافع نزد عمرو لیث آمد و عمرو لیث هم او را یاری داد تا خوارزم را به نام صفاریان ضبط کند اما امیر اسماعیل که این اقدام را در واقع دخالت در قلمرو حکومتی خود می‌دید عراق بن منصور را به خوارزم فرستاد و زمام امور را به دست وی سپرد، هر دو امیر در این حالت دیگری را تهدیدی برای حاکمیت خود در منطقه می‌دانستند و این موضوع درگیری بین عمرو لیث و امیر اسماعیل را اجتناب ناپذیر ساخت. به نوشته تاریخ سیستان تضاد منافع عمرو با مطالع اسماعیل در خوارزم به رویارویی آن دو انجامید.

## نبرد اصلی
پس از آنکه سپاهیان اعزامی عمرو لیث نتوانستند خوارزم را از اختیار امیر اسماعیل خارج کنند امیر صفاری جهت تسلط بر ماوراءالنهر به خلیفه روی آورد و از وی لوای حکومت ماورءانهر را طلب کرد و در عوض وعده داد که علویان طبرستان را برکند و خلیفه هم که این کار را حرکتی دو سر برد می‌دید در سال ۲۸۵ ه‍.ق جعفر بن بغلا را با عهد و لوای ماورءالنهر نزد عمرو لیث فرستاد. عمرو پس از دریافت حکم حکومتی از خلیفه سپاهی گران به فرماندهی سه تن از سردارانش به نامهای محمد بن بشر و علی بن شروین و احمد دراز را به نبرد با امیر اسماعیل سامانی گسیل کرد. این نیرو که به منزله مقدمه سپاه عمرو لیث بود در سال ۲۸۶ ه‍.ق در رزم رود یا به روایتی دیگر در آمویه با لشکر ۲۰۰۰۰ هزار نفری اسماعیل مقابل گشتند. احمد دراز خیانت کرد و به امیر اسماعیل پیوست و لشکریان عمرو لیث هزیمت شدند و علی بن شروین اسیر گشت و بشر پس از مقاومتی سرسختانه به قتل رسید. عمرو لیث پس از شنیدن این خبر سخت ناراحت شد و در حدود یکسال به تجهیز قوای خود پرداخت و خود را برای نبردی دیگر آماده می‌ساخت در هین زمان امیر اسماعیل سامانی نیز با اطلاع یافتن از این امر به جمع‌آوری سپاه و غنیمت در ماوراءالنهر پرداخت و یکی از سرداران خود به نام علی بن محمد را به فاریاب و نقاط دیگر فرستاد تا در این امر تسهیل ایجاد کند. در سال ۲۸۷ ه‍.ق عمرو لیث با ۱۲۰۰۰ نفر از نیشابور به سمت ماوراءالنهر حرکت کرد و در کنار جیحون منصور فراتکین و پارس بیکندی از خوارزم با ۳۰۰۰۰ تن بدو پیوستند سپس با تمام سپاهیانش به بلخ رفت و آنجا را مرکز قوای خویش قرار داد. امیر اسماعیل به جنگ پیشگیرانه پرداخت و بلخ را در محاصره خویش گرفت و زد خوردهای متعددی روی داد. عمرو لیث سرانجام با سپاهیان خود از شهر خارج شد و نبرد سرنوشت ساز در نزدیکی بلخ ۲۹ ربیع الآخر سال ۲۸۷ ه‍.ق روی داد که سپاهیان عمرو لیث هزیمت گشتند و متواری گشتند و خود عمرو لیث صفاری نیز در هنگام گریز از میدان نبرد اسیر گشت و به دست امیر اسماعیل سامانی سپرده شد.

## پس از نبرد
پس از اسارت عمرو لیث او را به درخواست خلیفه معتضد به بغداد فرستادند و وی را در آنجا به زندان افکندند و دو سال بعد در زندان در سال ۲۸۹ ه‍.ق به قتل رساندند و خلیفه در عوض لوای حکومت ماوراءالنهر و خراسان را برای امیر اسماعیل سامانی فرستاد و وی امیر مشرق قلمرو خلافت گشت و حکومت سامانی تأسیس گشت و به قدرت ۵۰ ساله صفاریان پایان داد و آنها را بدل به حکومتی محلی کرد.